# Veliki Preszlav
Veliki Preszlav (bolgárul: Велики Преслав) város Északkelet-Bulgáriában, Sumen tartományban. 2005 szeptemberi adatok szerint, valamivel több mint 10 ezer lakosa van.
I. Simeon bolgár cár (893-927) alatt lett az 1. bolgár állam fővárosa, egészen 972-ig, amikor is a bizánci seregek elfoglalták. Eredetileg egy ókori település helyén lévő szláv helység volt. Simeon uralkodása alatt keresztény erődített nagyvárossá nőtte ki magát kora keresztény bazilikával (5. század), palotakomplexummal, iskolával (893-ban másodikként alapították, az elsőt Pliszkában 886-ban), vízvezeték-hálózattal, kereskedelmi és kézműves központtal.
Régészeti kutatása 1897-ben V. Zlatarszki által kezdődött meg, melyet később F. Uszpenski és K. Skorpil (1905), K. Mijatev és J. Gospodinov (1927-1928) folytattak. Szisztematikus feltárása 1945 óta folyik, olyan jeles bolgár szakértők vezetésével mint N. Mavrodinov, V. Mavrodinova, I. Zsandova, Szt. Sztancsev, T. Totev, D. Ovcsarov és mások.
A lelőhelyen már 1906-ban múzeum létesült, mely a helyi tanító Jordan Goszpodinov és K. Skorpil (a Preszlavi Régészeti Társaság alapítója) fáradozásainak volt köszönhető.

## A kincsek
A kincsleletet 1978-ban a Castana szőlőskertben találták, 3 km-re északnyugatra Veliki Preszlavtól. Az utána következő feltárás során 170 arany, ezüst és bronztárgy, valamint 15 ezüst bizánci pénzérme (VII. (Bíborbanszületett) Konstantin 913/945-959, II. Rómanosz 959-963) került elő. A legértékesebb leleteket 969 vagy 972 környékén rejthették el egy szegényes kunyhó kőkemencéjében, amikor a fővárost előbb a Kijevi Rusz, majd Bizánc szállta meg. Ezzel hozzák kapcsolatba a városrész tűz általi felperzselését, melyre hamurétegek utalnak.
Többféle technikát alkalmaztak az női ékszerkészítők, többek közt filigrán díszítést, granulációt, gyöngyberakást, trébelést, zománcozást (email).